# Oakland, Kentucky
Oakland är en ort i Warren County i Kentucky. Vid 2010 års folkräkning hade Oakland 225 invånare.